# 철수 (군사)

나폴레옹이 모스크바에서 철수하고 있다.

철수(撤收, withdrawal)란 적성세력과 접촉하고 있는 와중, 잔존 병력을 뒤로 물리는 군사 작전이다.
전술적 철수 또는 후퇴적 방어 행동은 일종의 군사 작전으로, 일반적으로 후퇴하는 병력이 적과 접촉을 유지하면서 후퇴하는 것을 의미한다. 철수는 일반적인 후퇴의 일환으로 수행될 수 있으며, 군대를 통합하고, 더 쉽게 방어할 수 있는 지역을 점령하고, 결정적인 승리를 확보하기 위해 적을 과도하게 확장하거나 적을 매복으로 유도하기 위해 수행될 수 있다. 이는 상대적으로 위험한 작전으로 간주되며, 무질서한 대패로 변하거나 최소한 군의 사기에 심각한 손상을 입히지 않도록 규율이 필요하다.

## 전술적 철수
방어군이 압도되거나 불리한 지형에 있는 경우 철수가 예상될 수 있지만 적에게 가능한 한 많은 피해를 입혀야 한다. 이 경우 후퇴하는 부대는 적의 전진을 더욱 방해하기 위해 다양한 전술과 전략을 구사할 수 있다. 여기에는 철수 중이나 이전에 지뢰나 부비 트랩을 설치하는 것, 적을 준비된 포병 사격으로 유도하는 것, 초토화 전술을 사용하는 것이 포함될 수 있다.